# XOP (набор инструкций)
XOP (от англ. eXtended Operations — расширенные операции) — расширение набора инструкций x86/AMD64, анонсированное корпорацией AMD 1 мая 2009 года.
Представляет собой расширение и развитие идей, реализованных в 128-битых инструкциях SSE в архитектурах x86/x86-64. Реализован начиная с микроархитектуры микропроцессоров AMD Bulldozer (12 октября 2011). Не поддерживается процессорами AMD начиная с микроархитектуры Zen (Ryzen, EPIC; 2017 год).
В набор инструкций XOP входит несколько различных типов векторных инструкций, так как он был первоначально задуман как крупное обновление SSE. Большинство инструкций являются целочисленными, но в набор также входят инструкции для перестановки чисел с плавающей запятой и инструкции экстракции дробной части.

## История
XOP является переработкой части идей, изначально предназначенных для SSE5. Набор был изменён, чтобы сделать его более похожим на AVX, но при этом не дублировать инструкции. Совпадающие с AVX инструкции были удалены или перемещены в отдельные расширения, например FMA4 (векторное умножение-сложение для плавающей запятой) и CVT16 (преобразования чисел половинной-точности, реализовано корпорацией Intel как F16C).
Все инструкции SSE5, для которых был аналог или эквивалент в наборах AVX и FMA3, используют кодировки, предложенные корпорацией Intel. Целочисленные инструкции без эквивалентов в AVX были классифицированы как расширение XOP. Инструкции XOP кодируются кодами операций, начинающимися с байта 0x8F (шестнадцатеричное значение), но в остальном используют схему кодирования, почти идентичную AVX с 3-байтовым префиксом VEX.
Отдельные эксперты (Agner Fog) расценили это как признак того, что корпорация Intel не позволила AMD использовать какую-либо часть большого кодового пространства VEX. Компания AMD, вероятно, была вынуждена использовать отличные коды для того, чтобы избежать появления какой-либо комбинации, которую мог бы в будущем использовать Intel. Схема кодирования XOP максимально приближена к VEX, но устраняет риск пересечения с будущими опкодами Intel.
Использование байта 8F требует, чтобы m-бит (см. схема кодирования VEX) имел значение большее или равное 8, для того чтобы избежать пересечения с инструкциями, определёнными на данный момент. Байт 0xC4, используемый в схеме VEX не имеет такого ограничения. Из-за этого использование m-битов для других целей в будущем в XOP схеме может быть затруднено (VEX не имеет ограничений на m-биты). Другая возможная проблема заключается в том, что биты pp в XOP всегда имеют значение 00, в то время как в VEX они устанавливаются в значение 01 для указания, что у инструкции нет устаревших эквивалентов. Это может усложнить использование pp битов для других целей в будущем.
Аналогичная проблема совместимости — различия реализаций расширений FMA3 и FMA4. Intel изначально предложил расширение FMA4 в рамках спецификации AVX/FMA версии 3, чтобы заменить 3-операндный вариант FMA, предложенный AMD в SSE5. После того как AMD реализовала FMA4, Intel отказался от FMA4 и вернулся к FMA3 в 5 версии спецификации AVX/FMA.
В марте 2015 года, компания AMD раскрыла в описании патча для пакета GNU Binutils что Zen, третье поколение архитектуры x86-64, в первой редакции (znver1 — Zen, версия 1), не будет поддерживать TBM, FMA4, XOP and LWP инструкции, разработанные специально для семейства микроархитектур «Bulldozer».

## Целочисленное векторное умножение-сложение
Данные инструкции являются целочисленным аналогом наборов инструкций FMA. Все они — четырёхоперандные инструкции, похожие на FMA4, и все они работают над знаковыми целыми числами.
| Инструкция           | Описание                                                          | Операция |
| -------------------- | ----------------------------------------------------------------- | --- |
| VPMACSWW VPMACSSWW   | Multiply Accumulate (with Saturation) Word to Word                | 2x8 words (a0-a7, b0-b7) + 8 words (c0-c7) → 4 words (r0-r7) r0 = a0 * b0 + c0, r1 = a1 * b1 + c1, ..                                 |
| VPMACSWD VPMACSSWD   | Multiply Accumulate (with Saturation) Low Word to Doubleword      | 2x8 words (a0-a7, b0-b7) + 4 doublewords (c0-c3) → 4 doublewords (r0-r3) r0 = a0 * b0 + c0, r1 = a2 * b2 + c1, .                      |
| VPMACSDD VPMACSSDD   | Multiply Accumulate (with Saturation) Doubleword to Doubleword    | 2x4 doublewords (a0-a3, b0-b3) + 4 doublewords (c0-c3) → 4 doublewords (r0-r3) r0 = a0 * b0 + c0, r1 = a1 * b1 + c1, ..               |
| VPMACSDQL VPMACSSDQL | Multiply Accumulate (with Saturation) Low Doubleword to Quadword  | 2x4 doublewords (a0-a3, b0-b3) + 2 quadwords (c0-c1) → 2 quadwords (r0-r3) r0 = a0 * b0 + c0, r1 = a2 * b2 + c1                       |
| VPMACSDQH VPMACSSDQH | Multiply Accumulate (with Saturation) High Doubleword to Quadword | 2x4 doublewords (a0-a3, b0-b3) + 2 quadwords (c0-c1) → 2 quadwords (r0-r3) r0 = a1 * b1 + c0, r1 = a3 * b3 + c1                       |
| VPMADCSWD VPMADCSSWD | Multiply Add Accumulate (with Saturation) Word to Doubleword      | 2x8 words (a0-a7, b0-b7) + 4 doublewords (c0-c3) → 4 doublewords (r0-r3) r0 = a0 * b0 + a1 * b1 + c0, r1 = a2 * b2 + a3 * b3 + c1, .. |

## Целочисленное векторное горизонтальное суммирование
Инструкции горизонтального суммирования, складывают соседние значения входного вектора друг с другом. Выходной размер в приведенных ниже инструкциях указывает, насколько широкие операции суммирования выполнять. Например, горизонтальная сумма «байт в слово» складывает по два байта за раз и возвращает результат в виде вектора слов; «байт в четверное слово» складывает восемь байт вместе за один шаг и возвращает результат в виде вектора quadword. Шесть дополнительных операций горизонтального сложения и вычитания были реализованы в SSSE3, но они работают только на двух входных векторах и производят по две операции.
| Инструкция         | Описание                                                   | Операция                                                                        |
| ------------------ | ---------------------------------------------------------- | ------------------------------------------------------------------------------- |
| VPHADDBW VPHADDUBW | Horizontal add two signed/unsigned bytes to word           | 16 bytes (a0-a15) → 8 words (r0-r7) r0 = a0+a1, r1 = a2+a3, r2 = a4+a5, …       |
| VPHADDBD VPHADDUBD | Horizontal add four signed/unsigned bytes to doubleword    | 16 bytes (a0-a15) → 4 doublewords (r0-r3) r0 = a0+a1+a2+a3, r1 = a4+a5+a6+a7, … |
| VPHADDBQ VPHADDUBQ | Horizontal add eight signed/unsigned bytes to quadword     | 16 bytes (a0-a15) → 2 quadwords (r0-r1) r0 = a0+a1+a2+a3+a4+a5+a6+a7, …         |
| VPHADDWD VPHADDUWD | Horizontal add two signed/unsigned words to doubleword     | 8 words (a0-a7) → 4 doublewords (r0-r3) r0 = a0+a1, r1 = a2+a3, r2 = a4+a5, …   |
| VPHADDWQ VPHADDUWQ | Horizontal add four signed/unsigned words to quadword      | 8 words (a0-a7) → 2 quadwords (r0-r1) r0 = a0+a1+a2+a3, r1 = a4+a5+a6+a7        |
| VPHADDDQ VPHADDUDQ | Horizontal add two signed/unsigned doublewords to quadword | 4 doublewords (a0-a3) → 2 quadwords (r0-r1) r0 = a0+a1, r1 = a2+a3              |
| VPHSUBBW           | Horizontal subtract two signed bytes to word               | 16 bytes (a0-a15) → 8 words (r0-r7) r0 = a0-a1, r1 = a2-a3, r2 = a4-a5, …       |
| VPHSUBWD           | Horizontal subtract two signed words to doubleword         | 8 words (a0-a7) → 4 doublewords (r0-r3) r0 = a0-a1, r1 = a2-a3, r2 = a4-a5, …   |
| VPHSUBDQ           | Horizontal subtract two signed doublewords to quadword     | 4 doublewords (a0-a3) → 2 quadwords (r0-r1) r0 = a0-a1, r1 = a2-a3              |

## Целочисленное векторное сравнение
Этот набор векторных инструкций использует поле immediate кодировки в качестве дополнительного аргумента, который определяет какое именно сравнение выполнять. Есть восемь возможных вариантов сравнения для каждой инструкции. Векторы сравниваются и все сравнения, оказавшиеся истинными устанавливают все биты в соответствующем регистре назначения в 1, а ложные сравнения — устанавливают биты в 0. Этот результат может быть непосредственно использован в инструкции VPCMOV — векторизованной условной пересылке.
| Инструкция | Описание                            |  | immediate | Сравнение             |
| VPCOMB     | Compare Vector Signed Bytes         |  | 000       | Меньше                |
| VPCOMW     | Compare Vector Signed Words         |  | 001       | Меньше или равно      |
| VPCOMD     | Compare Vector Signed Doublewords   |  | 010       | Больше                |
| VPCOMQ     | Compare Vector Signed Quadwords     |  | 011       | Больше чем или равный |
| VPCOMUB    | Compare Vector Unsigned Bytes       |  | 100       | Равны                 |
| VPCOMUW    | Compare Vector Unsigned Words       |  | 101       | Не Равны              |
| VPCOMUD    | Compare Vector Unsigned Doublewords |  | 110       | Всегда ложное         |
| VPCOMUQ    | Compare Vector Unsigned Quadwords   |  | 111       | Всегда истинное       |

## Векторная условная пересылка
VPCMOV работает как побитовый вариант инструкций blend из SSE4. Для каждого бита операнда-селектора, равного 1, выделяет итоговый бит из первого источника, если же бит в селекторе равен 0, выбирает итоговый бит из второго источника. При использовании совместно с векторными операциями сравнения XOP позволяет реализовать векторный тернарный оператор, или, если в роли второго аргумента выступает регистр назначения, векторную условную пересылку (CMOV).
| Инструкция | Описание                |
| ---------- | ----------------------- |
| VPCMOV     | Vector Conditional Move |

## Целочисленный векторный сдвиг и поворот
Инструкции сдвига отличаются от подобных в наборе инструкций SSE2 в том, что они могут сдвигать каждый элемент на разное количество бит, используя упакованные знаковые целые числа из векторного регистра. Знак указывает направление сдвига или поворота, положительные значения для сдвига влево и отрицательные — для сдвига вправо
Корпорация Intel реализовала иной, несовместимый набор переменных векторных сдвигов и поворотов а AVX2.
| Инструкция | Описание                            |
| ---------- | ----------------------------------- |
| VPROTB     | Packed Rotate Bytes                 |
| VPROTW     | Packed Rotate Words                 |
| VPROTD     | Packed Rotate Doublewords           |
| VPROTQ     | Packed Rotate Quadwords             |
| VPSHAB     | Packed Shift Arithmetic Bytes       |
| VPSHAW     | Packed Shift Arithmetic Words       |
| VPSHAD     | Packed Shift Arithmetic Doublewords |
| VPSHAQ     | Packed Shift Arithmetic Quadwords   |
| VPSHLB     | Packed Shift Logical Bytes          |
| VPSHLW     | Packed Shift Logical Words          |
| VPSHLD     | Packed Shift Logical Doublewords    |
| VPSHLQ     | Packed Shift Logical Quadwords      |

## Векторная перестановка
VPPERM — единая инструкция, которая сочетает в себе инструкции PALIGNR и PSHUFB из SSSE3 и расширяет их. Некоторые сравнивают её с AltiVec инструкцией VPERM. Она принимает три регистра на вход: два источника и селектор (третий). Каждый байт в селекторе выбирает один из байтов в одном из двух источников для записи в выходной регистр. Селектор может выбирать нулевой байт, менять порядок бит на обратный, повторять наиболее значащий бит. Все эффекты или входы дополнительно могут быть инвертированы.
Инструкции VPPERMIL2PD и VPPERMIL2PS — двухоперандные варианты инструкций VPERMILPD и VPERMILPS из набора AVX. Они как и VPPERM могут выбрать выходное значение из любых полей двух входных регистров.
| Инструкция  | Описание                                           |
| ----------- | -------------------------------------------------- |
| VPPERM      | Packed Permute Byte                                |
| VPPERMIL2PD | Permute Two-Source Double-Precision Floating-Point |
| VPPERMIL2PS | Permute Two-Source Single-Precision Floating-Point |

## Выделение дробной части чисел с плавающей запятой
Эти инструкции выделяют дробную часть из упакованных чисел с плавающей запятой. Такая часть числа может быть потеряна при преобразовании их в целое.
| Инструкция | Описание                                                |
| ---------- | ------------------------------------------------------- |
| VFRCZPD    | Extract Fraction Packed Double-Precision Floating-Point |
| VFRCZPS    | Extract Fraction Packed Single-Precision Floating-Point |
| VFRCZSD    | Extract Fraction Scalar Double-Precision Floating-Point |
| VFRCZSS    | Extract Fraction Scalar Single-Precision Floating Point |